# Zomba
Zomba é um distrito do Malawi localizado na Região Sul. Sua capital é a cidade de Zomba.

## Demografia
O distrito tem uma população total de 746.724 (2018), resultando numa densidade populacional de 316 pessoas por km2, mais de metade (52,6%) das quais têm 18 anos ou menos. A taxa anual de crescimento populacional na última década foi de dois por cento. Chinyanja é a língua nativa falada pela maioria dos habitantes, embora outras línguas como Chiyao e Chilomwe também sejam faladas. As duas religiões dominantes são o Cristianismo (78%) e o Islão (20%).